# Línea 8 (TUVISA)
La línea 8 de TUVISA de Vitoria une el norte de la Ciudad con el Campus Universitario de la Universidad del País Vasco.

## Características
Esta línea conecta el norte de Vitoria con el Campus Universitario y la zona sur de manera circular.
La línea entró en funcionamiento a finales de octubre de 2009, como todas las demás líneas de TUVISA, cuándo el mapa de transporte urbano en la ciudad fue modificado completamente. En octubre de 2010, el recorrido fue modificado, pasando la línea a recorrer el interior del barrio de Zaramaga, mientras que en 2017 se eliminó la parada de regulación horaria de las Universidades. A partir de verano de 2019, la frecuencia en laborables pasó a ser de 12 minutos, suprimiendo así un autobús que sería cedido a las líneas más utilizadas. 
La puesta en marcha del servicio de la ampliación sur del tranvía, planteaba la posibilidad de suprimir la línea. A pesar de ello, Tuvisa decidió mantener la línea y que el servicio se siguiera prestando a pesar del tranvía (al menos, hasta que se hiciera un nuevo proyecto sobre la misma). A día de hoy la L8 se ha convertido en la primera línea urbana que no se ha suprimido al inaugurarse el tranvía. 

### Frecuencias
| de lunes a viernes laborables |        |
| 6:15, 6:40                    |        |
| de 7:0 a 21:30                | 10 min |
| 21:50, 22:15                  |        |
| sábados laborables            |        |
| de 7:00 a 23:15               | 15 min |
| domingos y festivos           |        |
| de 8:00 a 22:00               | 15 min |
| 22:15                         |        |
| laborables agosto             |        |
| de 7:00 a 22:15               | 15 min |

| de lunes a viernes laborables |
| 6:15, 6:30                    |
| 21:35, 21:45, 22:05           |
| sábados laborables            |
| 23:00, 23:15                  |
| domingos y festivos           |
| 8:00, 21:55, 22:15            |
| laborables agosto             |
| 7:00, 22:00, 22:15            |

## Recorrido
La Línea comienza su recorrido en la Plaza de América Latina. Desde este punto enfila la Calle Honduras y la Avenida de Gasteiz. Entra en Elvira Zulueta y Portal de Lasarte, desde donde gira a la izquierda a Salbatierrabide. Después accede a Aguirre Miramón y gira a la derecha por la Calle Nieves Cano hasta llegar a Castro Urdiales, que le conduce hasta la Calle Los Herrán. Tras un breve paso por el Portal de Villarreal, accede a Reyes de Navarra y tras girar a la izquierda a la calle Cuadrilla de Vitoria. Dentro ya del Portal de Arriaga, gira a la izquierda a la Calle Juan de Garay y llega al punto inicial.

### Barrios atendidos
Esta línea atiende los siguientes barrios y zonas de Vitoria.
- Lakua-Arriaga
- Txagorritxu-Gazalbide
- Avenida Gasteiz
- Mendizorrotza
- Mendizabala-Ciudad Jardín
- Adurza-San Cristóbal
- Judimendi
- El Anglo
- Zaramaga
- El Pilar

## Paradas
| TRAM |

| TRAM |

| HST |

| TRAM |

| HST |

| HST |

| HST |

| SBRÜCKE |

| HST |

| HST |

| HST |

| BHF |

| HST |

| HST |

| STRo |

| HST |

| HST |

| HST |

| HST |

| HST |

| HST |

| HST |

| TRAM |

| TRAM |

| TRAM |

| HST |

| TRAM |

| HST |

| HST |

| HST |

| SBRÜCKE |

| HST |

| HST |

| HST |

| BHF |

| HST |

| HST |

| STRo |

| HST |

| HST |

| HST |

| HST |

| HST |

| HST |

| HST |

| TRAM |

| TRAM |

| TRAM |

| HST |

| TRAM |

| HST |

| HST |

| HST |

| SBRÜCKE |

| HST |

| HST |

| HST |

| BHF |

| HST |

| HST |

| STRo |

| HST |

| HST |

| HST |

| HST |

| HST |

| HST |

| HST |

| TRAM |

| TRAM |

| TRAM |

| HST |

| TRAM |

| HST |

| HST |

| HST |

| SBRÜCKE |

| HST |

| HST |

| HST |

| BHF |

| HST |

| HST |

| STRo |

| HST |

| HST |

| HST |

| HST |

| HST |

| HST |

| HST |

| TRAM |